# Lý Viên Kiệt
Lý Viên Kiệt (tiếng Trung: 李袁杰) là một ca sĩ người Trung Quốc, tác phẩm nổi bật có "Ly nhân sầu", "Nói thật", "Tướng quân lệ".

## Tiểu sử
Lý Viên Kiệt sinh ngày 19 tháng 8 năm 1997 tại địa cấp thị Dức Dương, tỉnh Tứ Xuyên, Trung Quốc.
Năm 2016, Lý Viên Kiệt tham gia chương trình "Ngôi sao hi vọng", đạt giải nhất. Năm 2018, anh ký hợp đồng với Công ty trách nhiệm hữu hạn nghe nhìn Bắc Kinh.